# Зворіштя (комуна)
Зворіштя (рум. Zvoriștea) — комуна у повіті Сучава в Румунії. До складу комуни входять такі села (дані про населення за 2002 рік):
- Буда (1135 осіб)
- Дялу (844 особи)
- Зворіштя (1098 осіб)
- Пояна (611 осіб)
- Слобозія (684 особи)
- Стинка (631 особа)
- Стинкуца (182 особи)
- Шербенешть (1134 особи)

Комуна розташована на відстані 378 км на північ від Бухареста, 20 км на північ від Сучави, 123 км на північний захід від Ясс.

## Населення
За даними перепису населення 2002 року у комуні проживали 6319 осіб.
Національний склад населення комуни:
| Національність | Кількість осіб | Відсоток |
| -------------- | -------------- | -------- |
| румуни         | 6284           | 99,4%    |
| цигани         | 29             | 0,5%     |
| німці          | 3              | < 0,1%   |
| угорці         | 1              | < 0,1%   |
| українці       | 1              | < 0,1%   |
| греки          | 1              | < 0,1%   |

Рідною мовою назвали:
| Мова       | Кількість осіб | Відсоток |
| ---------- | -------------- | -------- |
| румунська  | 6311           | 99,9%    |
| циганська  | 3              | < 0,1%   |
| німецька   | 3              | < 0,1%   |
| угорська   | 1              | < 0,1%   |
| українська | 1              | < 0,1%   |

Склад населення комуни за віросповіданням:
| Релігія            | Кількість осіб | Відсоток |
| ------------------ | -------------- | -------- |
| православні        | 5937           | 94,0%    |
| п'ятдесятники      | 357            | 5,6%     |
| бретрени           | 10             | 0,2%     |
| римо-католики      | 2              | < 0,1%   |
| реформати          | 1              | < 0,1%   |
| греко-католики     | 1              | < 0,1%   |
| адвентисти         | 1              | < 0,1%   |
| старообрядці       | 1              | < 0,1%   |
| лютерани           | 1              | < 0,1%   |
| не вказали релігію | 2              | < 0,1%   |